# Мышка (приток Лошицы)
Мышка (народное название — Мухля) — минская река, полностью находящаяся в границах современного города, левый приток Лошицы (приток Свислочи).

## Расположение
В пределах одного (Московского) района. Начинается на Юго-Западе, у деревни Михалово.

## История
Ранее протяжённость была 7 км (исток находился в районе современной улицы Притыцкого, за деревней Медвежино).
1960-е годы — начало обмеления (строительство у деревни Петровщина водозабора № 2). Вдоль берегов реки — 28 скважин, которые превратили её в ручей (сокращение на 5 км). На её основе сделали водохранилище, речка обмелела и практически засохла.